# Mimosin
Mimosin nebo leucenol je toxická neproteinogenní aminokyselina podobná tyrosinu, která byla prvně izolovaná z Citlivky stydlivé, ale je obsažená i v několika dalších rostlinách ze stejného rodu a také ve všech druzích blízce příbuzného rodu Leucéna.

## Biologické účinky
Mimosin zabraňuje dělení buněk v pozdní G1 fázi inhibicí iniciace replikace DNA.